# So This Is Christmas?
"So This Is Christmas?" es el sexto y último episodio de la miniserie de televisión estadounidense Hawkeye, basada en Marvel Comics que presenta a los personajes Clint Barton / Hawkeye y Kate Bishop. El episodio sigue a Barton trabajando con Bishop para derrotar a una conspiración criminal. El episodio está ambientado en el Universo Cinematográfico de Marvel (MCU), compartiendo continuidad con las películas de la franquicia. Fue escrito por Jonathan Igla y Elisa Climent, y dirigido por Rhys Thomas.
Jeremy Renner repite su papel de Clint Barton de la saga cinematográfica, con Hailee Steinfeld uniéndose a él como Kate Bishop. Florence Pugh, Tony Dalton, Fra Fee, Vincent D'Onofrio, Alaqua Cox, Aleks Paunovic, Piotr Adamczyk, Linda Cardellini y Vera Farmiga también protagonizan el episodio. Igla se unió a la serie en septiembre de 2019 y Thomas se unió en julio de 2020. La filmación tuvo lugar en la ciudad de Nueva York, con trabajo adicional de filmación y sonido en Atlanta, Georgia.
"So This Is Christmas" se lanzó en Disney+ el 22 de diciembre de 2021. Los críticos elogiaron principalmente las actuaciones del elenco y las secuencias de acción.

## Trama
Eleanor tiene una reunión con el señor del crimen Wilson Fisk, quien le agradece sus servicios como forma de pagar la deuda que su fallecido esposo Derek tenía con él; pero Eleanor, preocupada de que Kate descubra que ella mató a Armand III e incriminó a Jack por la corporación fantasma Sloan Limited, decide romper su asociación. La conversación es grabada por Yelena y enviada a Clint y Kate, quien no cree que su madre se haya involucrado con la mafia; Clint la tranquiliza y le recalca que lo resolverán juntos como compañeros. En Nochebuena y luego de preparar sus armas, Barton y Bishop asisten a la fiesta navideña de Eleanor, donde Bishop confronta a su madre. En ello, Kazi intenta asesinar a Eleanor por orden de Fisk, pero en su lugar dirige su ataque a Barton. Barton solicita la ayuda de Grills, los jugadores de rol y Duquesne, ya liberado para evacuar la fiesta antes de reunirse con Bishop para derrotar a la mafia deportista.
Maya, después que es persuadida por Fisk y Kazi para deje la muerte de su padre atrás, decide huir; pero regresa para persuadir a Kazi que lo acompañe. Un reacio Kazi, instruido  para matarla por insinuar su traición, la ataca, pero Maya finalmente lo mata, no sin antes pedirle que se aleje de todo. Bishop intenta buscar a Eleanor mientras Barton se enfrenta a Yelena, quien exige la verdad sobre la muerte de Natasha. Yelena, consumida por la ira lo golpea, pero finalmente él le recuerda su estrecha amistad con Romanoff y le hace entender su sacrificio para salvar el universo. Belova decide alejarse después de perdonarlo.
En otra parte, Fisk intenta evitar que Eleanor escape, pero Bishop llega y lucha contra él; a duras penas, lo incapacita con las flechas con truco de Barton. Luego, Eleanor es arrestada por la policía por el asesinato de Armand y trata de pedirle perdón a Kate, mientras que Fisk escapa, pero finalmente se enfrenta a López, quien ya entendiendo la verdad, le dispara. Al día siguiente, Barton regresa con su familia y presenta a Bishop, le devuelve el reloj a Laura, que resulta ser un recuerdo de sus años en S.H.I.E.L.D. y quema el traje de Ronin como símbolo de que todo ha quedado atrás.

## Producción

### Desarrollo
Para abril de 2019, Marvel Studios estaba desarrollando una serie para Disney+ protagonizada por Clint Barton / Hawkeye de Jeremy Renner de las películas del Universo cinematográfico de Marvel (MCU), en la que Barton legaría el manto de Hawkeye a Kate Bishop. En julio de 2020, Rhys Thomas fue contratado para dirigir tres episodios de la serie. Thomas es productor ejecutivo con el escritor principal de la serie, Jonathan Igla, junto con Brad Winderbaum, Trinh Tran, Victoria Alonso, Louis D'Esposito y Kevin Feige de Marvel Studios.  El sexto episodio, titulado "So This Is Christmas?", fue escrito por Igla y Elisa Climent, y se estrenó el 22 de diciembre de 2021.

### Escritura
Para volver a su personaje Wilson Fisk desde la serie deMarvel Television Daredevil (2015-2018), Vincent D'Onofrio usó eventos emocionales de su vida personal y encontró lo que funcionaría bien para las emociones de Fisk, diciendo "con Fisk, solo hablo las palabras de los autores a través de hechos que nos han pasado en la vida, como nos ha pasado a todos, que nos alegran o nos entristecen". La idea de que Fisk usara la camisa hawaiana del arco "Family Business" en los cómics surgió de la colaboración de D'Onofrio con el departamento de vestuario después de que tuviera la imagen de Fisk con el atuendo como fondo de pantalla de su computadora desde que comenzó a hacer Daredevil. Thomas había descrito la escena de la pelea entre Barton y Yelena Belova como "una difícil de cambiar también". Quería que la coreografía de la pelea estuviera influenciada por las emociones del personaje y describió el enfoque de la pelea de Belova como "con una misión en mente y casi como un claro sentido de la justicia", al tiempo que señaló que Barton tenía una motivación similar en el pasado. También agregó que Barton estaba dispuesto a morir porque "existe la sensación de que, si eso es lo que tiene que suceder para ella y para que él quizás encuentre la paz dentro de tal cosa, sientes que está en ese punto en el que ha llegado a la paz con eso".

### Casting
El episodio está protagonizado por Jeremy Renner como Clint Barton / Hawkeye, Hailee Steinfeld como Kate Bishop, Florence Pugh como Yelena Belova, Tony Dalton como Jack Duquesne, Fra Fee como Kazi, Vincent D'Onofrio como Wilson Fisk / Kingpin, Alaqua Cox como Maya Lopez, Aleks Paunovic como Ivan, Piotr Adamczyk como Thomas, Linda Cardellini como Laura Barton y Vera Farmiga como Eleanor Bishop. También aparecen Ava Russo como Lila Barton, Ben Sakamoto como Cooper Barton, Cade Woodward como Nathaniel Barton, Clayton English como Grills, Carlos Navarro como Enrique, Ivan Mbakop como Detective Caudle, Franco Castan como Detective Rivera, Adetinpo Thomas como Wendy, Robert- Walker Branchaud como Orville, Adelle Drahos como Missy, Brian Troxell como Gary y Jonathan Bergman como Armand Duquesne VII. 
Feige le pidió a D'Onofrio a principios de 2021 que regresara como Fisk, lo que calificó de extremadamente emocionante y que se sorprendió al recibir la llamada para regresar. 

### Diseño
La secuencia del título principal del episodio fue diseñada por Perception. Durante la producción, el equipo exploró los lugares de filmación de Rockefeller Plaza y reconstruyó el área para filmar. Habían construido una pista de hielo de tamaño completo, con la mitad superior ubicada en Atlanta mientras que la otra mitad estaba ubicada en la Plaza. 

### Rodaje
El rodaje comenzó a principios de diciembre de 2020 en la ciudad de Nueva York, incluso en el Lotte New York Palace Hotel. La filmación adicional tuvo lugar en Trilith Studios y Tyler Perry Studios en Atlanta, Georgia.   Algunas escenas del episodio fueron filmadas hacia el comienzo de la producción. El equipo de producción había filmado la mayoría de las escenas del episodio en Rockefeller Plaza, y Thomas lo describió como un "punto focal". La escena de la pelea entre Belova y Barton se filmó en una noche, con un ensayo mínimo sobre la composición general de la escena. Las escenas de D'Onofrio se filmaron en secreto, y D'Onofrio y sus dobles llegaron al set ocultos con ropa. 

### Música
Una parte de la pista "Trading Judgement" de Daredevil: Season 3 (Original Soundtrack Album), compuesta por John Paesano, se reutiliza cuando Fisk aparece por primera vez en el episodio.

## Marketing
Después del lanzamiento del episodio, Marvel anunció productos inspirados en el episodio, que incluyen una muñeca de edición especial de Bishop, un juego de arco y flecha de carcaza de Bishop y una nueva figura de Barton con el disfraz de Hawkeye inspirado en el final de la serie.

## Recepción

### Audiencia
Según Nielsen Media Research, que mide la cantidad de minutos vistos por el público de los Estados Unidos en los televisores, Hawkeye estuvo empatado como la segunda serie original más vista en los servicios de transmisión durante la semana del 20 al 26 de diciembre, con 938 millones de minutos vistos, subiendo un 62 %  con respecto a los 580 millones de minutos vistos la semana anterior. También fue la mayor cantidad de minutos semanales vistos de la serie, superando los 853 millones de minutos de la semana de estreno de dos episodios. 

### Respuesta crítica
El sitio web del agregador de reseñas Rotten Tomatoes informa un índice de aprobación del 100% con una calificación promedio de 7.6/10, según 10 reseñas.
Keith Phipps de Vulture le dio al episodio un 3 sobre 5, calificándolo de "demasiado lleno, ocupado y más que un poco tonto", aunque dijo que el viaje en general fue satisfactorio. Sintió en este punto que los grandes finales llamativos de los programas del MCU se estaban volviendo menos memorables en comparación con los momentos previos a ellos. Phipps pensó que el episodio "se vuelve frenético y exagerado de una manera que la serie previamente fundamentada no lo había sido" debido a todos los personajes y cabos sueltos que debían atar. Sintió que, en general, el episodio estuvo bien, pero no alcanzó algunos de los puntos altos que lo precedieron. Escribiendo para Collider, Ross Bonaime le dio al episodio una "A-", diciendo "en su final de temporada, Hawkeye le mostró a la serie Disney+ de Marvel cómo hacer un final correcto". Sintió que el final podía cerrar todos los personajes y al mismo tiempo establecer nuevos caminos para algunos de ellos. Bonaime elogió la relación entre Barton y Bishop, especialmente Bishop explicando qué hace de Hawkeye uno de los principales Vengadores, así como Barton finalmente llamando a Bishop su compañera. Le gustó la forma en que el programa integró a Belova en la historia y la hizo esencial para las historias de Barton y Bishop. Bonaime concluyó diciendo que "aunque Hawkeye, como todas las series y películas del MCU, terminó con una gran escena de pelea, este programa sabe lo suficientemente bien como para hacer que la acción sea divertida y emocionante, al tiempo que basa la historia en el desarrollo del personaje".
Caroline Siede de The AV Club le dio al episodio una "B". Ella pensó que el episodio fue divertido en general, pero no elevó las líneas más débiles de la temporada como esperaba. Siede sintió que el descubrimiento de las acciones criminales de Eleanor Bishop debería haber tenido un mayor impacto en Kate, y dijo que se sintió minimizado. Siede tampoco era fanática de la decisión de traer a un personaje notable como Wilson Fisk solo para aparentemente matarlo tan pronto, aunque admitió que matarlo fuera de la pantalla le dio a Marvel la opción de traerlo de regreso si así lo deseaban, especialmente con saber acerca de la próxima serie Echo de López. Siede pasó a elogiar a Bishop y Belova, calificando su "pelea de amigas respetuosa al estilo de la princesa prometida" como encantadora. También sintió que la muerte de Natasha Romanoff finalmente realmente importaba, y le emocionó ver a Barton y Belova luchar contra su dolor. En general, Siede sintió que "a pesar de algunos pasos en falso, hay mucho que gustar en un episodio lleno de acción con algunos ritmos de personajes en movimiento". Al darle al episodio un 9 sobre 10, Matt Purslow de IGN sintió que el episodio fue el mejor de la temporada y dijo que el programa "cumple su promesa de diversión con sabor festivo con mucho corazón debajo del envoltorio lleno de acción". Sintió que al dividir el episodio en tres enfrentamientos en general, permitió que los arcos de los personajes estuvieran "más íntimamente" envueltos. Elogió la escena de Barton y Belova peleando y afligidos por la muerte de Romanoff, aunque Purslow sintió que el momento especial del silbido se sintió conveniente y demasiado cercano a la escena de "Martha" en la película de DC Comics Batman v Superman: Dawn of Justice (2016). Purslow también elogió la actuación de D'Onofrio, llamándolo una "presencia fenomenal", aunque Purslow señala que el episodio no le permitió a Fisk de D'Onofrio el matiz que hizo Daredevil . En general, Purslow sintió que "el episodio final de Hawkeye es un final adecuadamente fantástico para el programa de televisión de Marvel más consistente" hasta el momento.

### Elogios
En los Premios de la Sociedad de Efectos Visuales de 2022, John O'Connell, Tiffany Yung, Orion Terry y Ho Kyung Ahn fueron nominados a Entorno creado excepcional en un episodio, comercial o proyecto en tiempo real por la secuencia del Rockefeller Center en el episodio.